# Robert Gossett
Robert Roy Gossett (New York, 3 maart 1954) is een Amerikaans acteur.

## Biografie
Gossett werd geboren in het New Yorkse borough The Bronx. Hij begon in 1984 met acteren in de film Over the Brooklyn Bridge, waarna hij nog meerdere rollen speelde in films en televisieseries. Hij is vooral bekend van zijn rol als Commander Taylor in de televisieserie The Closer waar hij in 109 afleveringen speelde (2005-2012). Voor deze rol werd hij in 2006, 2008, 2009, 2010 en 2011 samen met de cast genomineerd voor een Screen Actors Guild Awards.
Gossett is getrouwd, waaruit hij een kind heeft. Hij is een neef van acteur Louis Gossett jr..

## Filmografie

### Films
Uitgezonderd korte films.
- 2022 Seven Days - als Darryl
- 2021 A Jenkins Family Christmas - als James
- 2018 How To Get Rid Of A Body (and still be friends) - als mr. Morris
- 2018 The Sky Princess - als Mosi
- 2017 The Climb - als Gossett
- 2014 The Black Rider: Revelation Road - als the Shepherd
- 2011 Tied to a Chair – als rechercheur Peter Farrell
- 2009 Flying By – als Michael
- 2005 The Inner Circle – als Leo
- 2002 Devious Beings – als Damone
- 2001 The Warden – als Jerry Marshall
- 1999 A Crime of Passion – als rechercheur Peter Lipton
- 1999 The Living Witness – als Phil Jackson
- 1999 Jimmy Zip – als Horace Metcalf
- 1999 Arlington Road – als FBI agent Whit Carver
- 1997 Alien Nation: The Udara Legacy – als Cummings
- 1997 The Maker – als partner
- 1995 Phoenix – als Barker
- 1995 White Man's Burden – als John
- 1995 The Net – als Ben Philips
- 1994 Menendez: A Killing in Beverly Hills – als rechercheur Lukes
- 1993 Donato and Daughter – als rechercheur Bobbins
- 1992 Ladykiller – als politieagent
- 1992 Batman Returns – als tv-omroeper
- 1990 Common Ground – als Arnold
- 1989 Shannon's Deal – als Dover
- 1984 Over the Brooklyn Bridge – als Eddie

### Televisieseries
Uitgezonderd eenmalige gastrollen.
- 2021-2024 General Hospital - als Marshall Ashford - 128 afl.
- 2019 The Enemy Within - als Thomas Heffron - 3 afl.
- 2018 Greenleaf - als DA Price - 3 afl.
- 2018 The Oath - als Charles Ryder - 10 afl.
- 2012-2016 Major Crimes – als adjunct chief Taylor – 50 afl.
- 2005-2012 The Closer – als commander Taylor – 109 afl.
- 2008 ER – als dr. Everett Daniels – 2 afl.
- 2007 The Young and the Restless – als commander – 3 afl.
- 2000-2001 Dark Angel – als James McGinnis – 4 afl.
- 2001 Passions – als Woody Stumper – 19 afl.
- 2000-2001 That's Life – als professor fotografie – 2 afl.
- 1997 Beverly Hills, 90210 – als rechercheur Woods – 4 afl.
- 1997 Pacific Palisades – als Adam Winfield – 4 afl.
- 1997 Promised Land – als Robert Dixon – 2 afl.
- 1992-1993 Silk Stalkings – als inspecteur Hudson – 15 afl.
- 1989 Heartbeat – als Dixon – 2 afl.

- Gemeinsame Normdatei: 1145334652
- International Standard Name Identifier: 0000 0000 5039 1397
- Nationale Bibliotheek van Tsjechië: xx0103591
- Virtual International Authority File: 4477926
- WorldCat: E39PBJmdr4tcvg7FcpkpbKHwG3